# María Ángeles Vall Ojeda
María Ángeles Vall Ojeda (Valencia, 1931) es una arqueóloga española cuyos estudios se centraron en la Cultura Ibérica.

## Trayectoria profesional
Es Licenciada en Geografía e Historia por la Universidad de Valencia. Finalizó sus estudios en 1953, por los que obtuvo el premio extraordinario de fin de carrera. Realizó los cursos de doctorado en Madrid y comenzó su tesis doctoral sobre El poblado ibérico de Covalta (Albaida-Valencia) bajo la dirección de Miquel Tarradell.
Fue una de las pioneras de la Arqueología Valenciana, participando activamente tanto en los trabajos de investigación como en los de campo. Su línea de estudio fue la cultura ibérica, en la que firmará sus publicaciones científicas como María Ángeles Vall de Pla, utilizando el apellido de su marido Enrique Pla Ballester. 
Formó parte del Laboratorio de Arqueología de la Universidad de Valencia como profesora auxiliar de la cátedra de Arqueología entre finales de los años 60 y principios de los 70. Participó en las excavaciones arqueológicas que se realizaron en los yacimientos de La Serreta (Alcoy) y La Alcudia (Mallorca). También colaboró en las excavaciones arqueológicas llevadas a cabo por el Servicio de Investigación Prehistórica de Valencia (SIP), donde además realizó pequeñas investigaciones. Asistió a los Congresos y Simposios que se realizaron, incluso estuvo en el Internacional de México, junto con Milagro Gil-Mascarell. 
No finalizó su tesis doctoral pero una parte fue publicada en 1971 el número 41 de la Serie de Trabajos Varios del Servicio de Investigación Prehistórica (SIP) con el título El poblado ibérico Covalta (Albaida-Valencia) 1. El poblado, las excavaciones y las cerámicas de barniz negro. Continuó su trayectoria profesional como profesora de Historia en la enseñanza secundaria.

## Publicaciones destacadas
- VALL DE PLA, Mª A. (1961): Mosaicos romanos de Sagunto, Archivo de Prehistoria Levantina IX, 141-176.
- VALL DE PLA, Mª. A.; PLA BALLESTER, E. (1969): Cerámicas polícromas en los poblados ibéricos valencianos, Crónica del X Congreso Nacional de Arqueología, 288-305.
- VALL DE PLA, Mª. A. (1969): La cabeza en pasta vítrea del poblado ibérico de Covalta (Albaida-Valencia), Miscelánea Pericot Papeles del Laboratorio de Arqueología de Valencia 6, 101-112.
- VALL DE PLA, Mª A. (1971): El poblado ibérico Covalta (Albaida-Valencia) 1, El poblado, las excavaciones y las cerámicas de barniz negro, Valencia. Serie de Trabajos Varios del SIP, n.º 41.